# La Blonde enjôleuse
Pour plus de détails, voir Fiche technique et Distribution.
La Blonde enjôleuse (La ragazza del Palio) est un film italien réalisé par Luigi Zampa, sorti en 1957.

## Synopsis
Une séduisante Texane, Diana Dixon, part en voyage en Italie dans une luxueuse voiture, deux prix remportés lors d'un téléquiz. Dans les étroites ruelles siennoises, elle fait la connaissance d'un charmant jeune homme haut placé, le prince Piero di Montalcino et ils tombent amoureux. Au cours d'une soirée dansante, cependant, les conditions économiques désastreuses réciproques se révèlent et le noble, la considérant comme une aventurière, décide de l'abandonner. Pendant ce temps, Sienne est en ébullition pour le Palio et Piero, capitaine de la Nobile Contrada dell'Aquila, soudoie le jockey de la Chiocciola, considéré comme favori pour gagner, afin de ne pas entraver le succès de sa propre Contrada. La jeune fille, cavalière de rodéo accomplie, décide de se venger immédiatement de l'indignation en remplaçant le jockey "vendu" et en remportant le Palio. Le Prince, admiré par son habileté et son courage, change d'avis et la demande en mariage.

## Fiche technique
- Titre original : La ragazza del Palio
- Titre français : La Blonde enjôleuse
- Réalisation : Luigi Zampa
- Scénario : Luigi Zampa, Liana Ferri, Michael Pertwee, Ennio De Concini et Raffaele Gianelli
- Photographie : Giuseppe Rotunno
- Montage : Eraldo Da Roma
- Musique : Renzo Rossellini
- Pays d'origine : Italie
- Format : Couleurs - 2,35:1 - Mono
- Genre : comédie
- Date de sortie : 1957

## Distribution
- Diana Dors : Diana Dixon

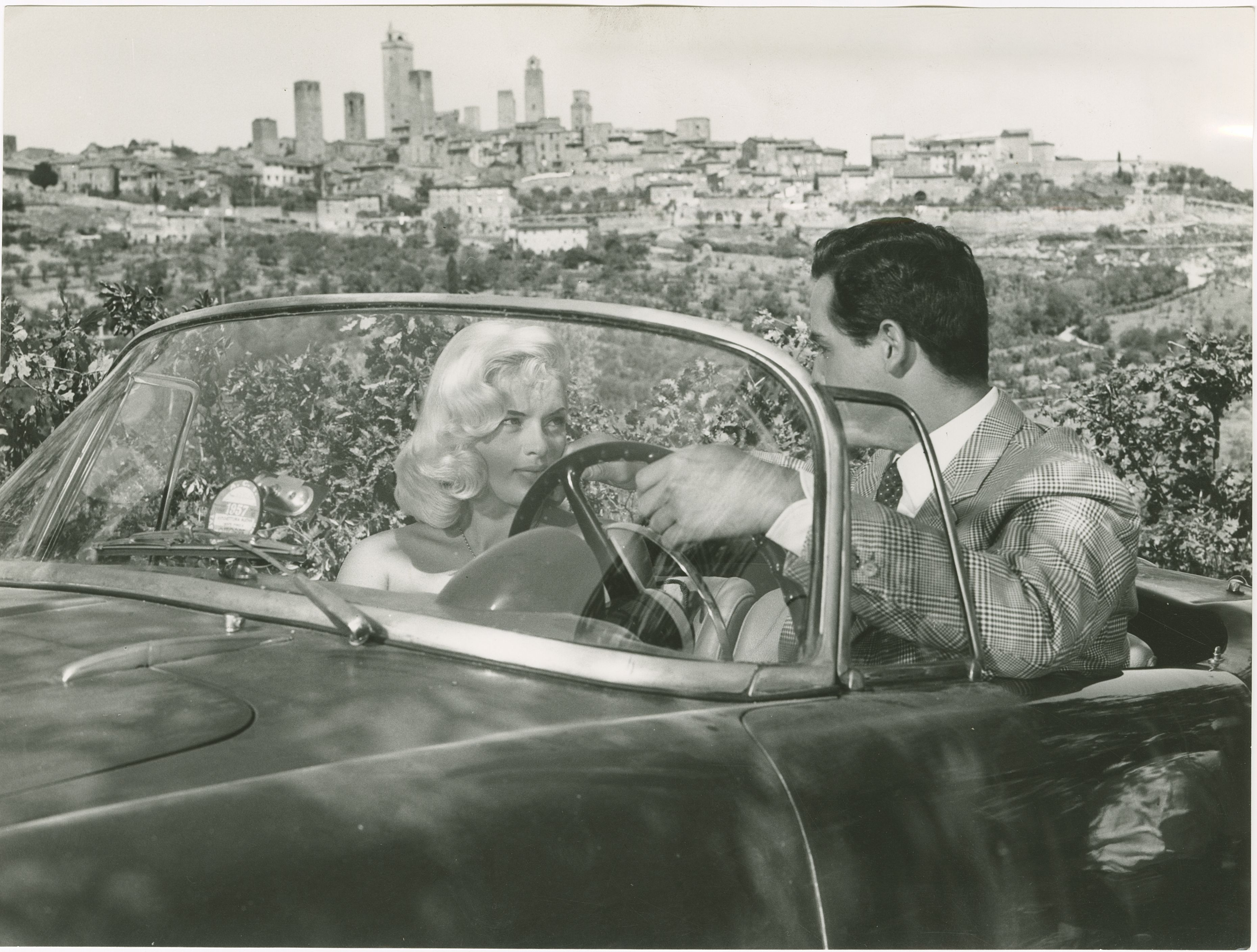
Diana Dors et Vittorio Gassman.

- Vittorio Gassman : Prince Piero di Montalcino
- Franca Valeri : Comtesse Bernardi Scotti
- Bruce Cabot : Mike Stevens
- Teresa Pellati : Laura Bernardi Scotti
- Enrico Viarisio : Oncle Guido
- Tina Lattanzi : Adelaide Serravezza di Montalcino
- Nando Bruno : le mécanicien
- Enzo Biliotti : le boucher de Montalcino
- Thomas Chalmers : le père de Diana Dixon
- Charles Fawcett : l'animateur du quiz

Acteurs non crédités
- Giulio Calì : le clochard
- Gertrude Flynn : la mère de Diana
- Enzo Garinei : l'ami de Piero
- Enrico Glori : le supporter d'Aquila Contrada
- Walter Grant : le Maître d'Hôtel Manzi
- Edoardo Toniolo : le chauffeur
- Toni Ucci : Carlo
- Fiammetta Baralla
- Ciccio Barbi
- Nerio Bernardi